# Asociación Unificada de Militares Españoles
La Asociación Unificada de Militares Españoles, AUME, es una asociación profesional de militares.

## Historia
El 12 de abril de 2005 el Ministerio del Interior reconoce a la Asociación Unificada de Militares Españoles y comienzan las presentaciones públicas, la activación de su web oficial www.aume.org y las visitas a distintas provincias. En la primera Junta Directiva figuran: Jorge Bravo Álvarez como Presidente, Francisco Martín como Vicepresidente, Mariano Casado Sierra como Secretario, Óscar Tordesillas como Tesorero, Emilio González Deza y Alberto Díaz como vocales. La presentación pública se hizo en Madrid en una rueda de prensa el 16 de junio de ese mismo año, apadrinada por AUGC con la presencia de su Secretario General Fernando Carrillo y su responsable de comunicación Manuel del Álamo. En el momento de su fundación, AUME contaba con 420 socios, doce años después, son cerca de 4.000 los militares en activo afiliados a esta asociación profesional.
En septiembre de 2015 los cargos de la asociación cambian de denominación: el antiguo presidente es el secretario general y el antiguo vicepresidente es el secretario de Organización. En mayo de 2021 José Ignacio Unibaso Pérez es elegido secretario general y Iván Alcántara Clemente se proclama Secretario de Organización.

## Organización
Es una organización de militares en activo, una asociación transversal y abierta a militares profesionales de Tropa y Marinería, Suboficiales y Oficiales de todos los ejércitos, cuerpos y escalas. Tiene delegados en diferentes provincias de España y relaciones con el resto de organizaciones sociales del estado, partidos políticos, grupos parlamentarios y sindicatos. 
En el ámbito del asociacionismo profesional de militares en España, el 19 de abril de 2017, AUME y la Asociación de Tropa y Marinería Española ATME, han creado la "Mesa de dialogo interasociativo militar", un espacio común y abierto al resto de asociaciones,  para trabajar de forma conjunta, con el fin de unir esfuerzos para la consecución de un estatuto de plena ciudadanía para los miembros de las Fuerzas Armadas. 
En el ámbito internacional, AUME está integrada en EUROMIL «European Organisation of Military Associations», una organización que agrupa a asociaciones y sindicatos de militares de toda Europa y ha sido parte fundadora del, ahora inactivo,  «Foro Mediterraneo of Military Associations», FMMA,  un organismo territorial de asociaciones de militares de países mediterráneos miembros de EUROMIL. 
En el marco de sus relaciones internacionales, AUME también colabora con organismos como la Organización para la Seguridad y la Cooperación en Europa,  (Oficina de Derechos Humanos de la OSCE ) y, el 12 de noviembre de 2016, ha suscrito un convenio de colaboración, la "Convention d'Hendaye" , con la asociación profesional de militares de Francia ADEFDROMIL-GEND.

## Actividad
La AUME se fundó para defender "los derechos e intereses profesionales, económicos y sociales de los militares españoles". En diciembre de 2007, en su documento 100 Propuestas de Ciudadanía AUME exigía, una Ley de Derechos y Deberes que contemplará especialmente el reconocimiento y regulación de las asociaciones profesionales de militares, derogar las pre-constitucionales Reales Ordenanzas, la creación de un único Consejo de las Fuerzas Armadas, crear un Observatorio de la Vida Militar, plenas garantías de defensa en los procedimientos disciplinarios, la supresión de la Jurisdicción Militar, regular el concepto de “necesidades del servicio”, así como las retribuciones de guardias, servicios y horas extra, la eliminación de los IPEC y una auténtica carrera militar para la Tropa y Marinería con la desaparición de los compromisos temporales. 
La actividad de AUME en defensa de los militares como ciudadanos y profesionales, incluso organizando las primeras concentraciones de miembros de las Fuerzas Armadas de la democracia, la primera manifestación de militares de las fuerzas armadas en democracia fue organizada por la unión de militares de tropa (UMT), ha obtenido sus frutos, en las sucesivas legislaturas, con la materialización de muchas de sus propuestas y con una incipiente normalización del asociacionismo profesional en las Fuerzas Armadas.
Desde la aprobación, en julio de 2011, de la Ley Orgánica de derechos y deberes de los miembros de las Fuerzas Armadas de España, que regula el derecho de asociación profesional y crea el «Consejo de Personal de las Fuerzas Armadas», AUME junto APROFAS, ASFASPRO, y UMT participan en el COPERFAS, como interlocutores con el Ministerio de Defensa, en materias relacionadas con el estatuto y la condición de militar, el ejercicio de los derechos y libertades, el régimen de personal y las condiciones de vida y trabajo en las unidades.